# ハスクバーナ
ハスクバーナ（スウェーデン語: Husqvarna AB発音例）は、チェーンソー、芝刈り機などの農林・造園機器や、建設機械のメーカーである。スウェーデン・ストックホルムに本社を置き、世界60カ国以上で製品を販売している。また、すでに売却したオートバイ部門のブランド名、傘下の別会社に移管されたミシンのブランド名でもある。日本では、100％子会社のハスクバーナ・ゼノアが、農林・造園機器および建設機械を販売している。ナスダック・ストックホルム上場企業。

## 起源
会社の起源はスウェーデン王室に納めるマスケット銃の製造工場であった。このため今日のハスクバーナのトレードマークは銃口（銃身）と照準をデザイン化したものとなっている。社名の由来は、最初の工場がスウェーデン南部を流れるハスクバーナ川の近くに建てられたことによる。ハスクバーナ自体の意味は、家の風車。スウェーデン語の発音に最も近いカタカナ転写は「フゥースクヴァーナ」である。

## 沿革
- 1689年 - マスケット銃のメーカーとして設立
- 1872年 - ミシンなどの製造を開始[1]
- 1896年 - 自転車の製造を開始[1]
- 1903年 - オートバイの製造を開始[1]
- 1919年 - 初めて自社製エンジンを製造
- 1920年 - 自社エンジン工場を設立
- 1947年 - エンジン搭載芝刈り機の製造を開始[1]
- 1959年 - チェーンソーの製造を開始[1]。電子レンジを発表
- 1977年 - エレクトロラックスグループに加入（2006年に独立）
- 1979年 - ミシン、チェーンソー、芝刈り機、洗濯機、小型各種機械の生産を開始[2]
- 1986年 - オートバイ部門をカジバに売却
- 1989年 - 猟銃の生産を終了[1]
- 1990年 - ミシン製造部門をハスクバーナ・ソーイング・マシーンズ（ヴァイキング・ソーイング・マシーンズ、現在はVSM Group AB）社に移管
- 2003年 - MVアグスタモーターより株式の一部を買い戻し、オートバイ事業に再投資
- 2006年 - コマツゼノア（旧・小松ゼノア。小松製作所傘下、現在はコマツユーティリティ）の農林機器事業を買収。現在はハスクバーナ・ゼノア
- 2007年7月19日 - オートバイ事業をBMWが買収、同グループ傘下となる[3]
- 2013年1月31日 - BMWグループがオートバイ事業をKTMのシュテファン・ピエラCEOが代表を務めるピエラ・インダストリーAGに売却[4][5]